# VestiVille
VestiVille est un festival de musique hip-hop frauduleux, organisé par Ravuth Ty et sa sœur Amyra. Il est programmé du 28 juin 2019 au 30 juin 2019 à Krystal Park, Belgique. 
L'événement est relayé sur le réseau social Instagram mais également sur les radios belges telles que NRJ. Le festival est annulé, au dernier moment, lorsque tous les festivaliers sont présents et le bourgmestre de la ville, accompagné de policiers, oblige les festivaliers à quitter l'endroit. 
L'organisateur, sa sœur et un de leurs acolytes britanniques sont poursuivis en justice pour fraude, blanchiment d'argent et faux mais sont libérés début juillet 2019.  
Le festival est comparé au Fyre Festival, pour son organisation et son déroulement, comprenant de nombreuses similitudes,.

## Organisation
Le festival est mis en place par Ravuth Ty, un organisateur de soirée, néerlandais. Il est le créateur de « VestiVal », un festival qui s'est déroulé en 2014 aux Pays-Bas mais qui n'a pas rencontré un grand succès, cumulant des dettes. 
Programmé sur un week-end, du 28 juin au 30 juin 2019, l'évènement est relayé sur les réseaux sociaux et dans les radios locales comme NRJ. De nombreux grands artistes sont annoncés en tête d'affiche tels que : Gims, Cardi B, Migos, Future, Meek Mill, Tory Lanez, Nicky Jam, Lil Baby, Soolking, Afro B, Sevn Alias, ASAP Rocky, Trey Songz, Tyga, Stefflon Don, Jacquees, Farid Bang, Lil Pump, Davido, Niska, Saweetie, Vegedream, Boef, Jason Derulo,.
Le site promet des villas avec piscine pour 4 à 8 personnes dont le tarif est compris entre 800 et 1 200 euros[réf. nécessaire]. Les activités prévues, en plus des concerts, sont des démonstrations de sports extrêmes, des sessions de massages et incluent également un espace réalité virtuelle[réf. nécessaire]. En réalité, ce sont des zones de verdures sans aménagement.  
Des problèmes de sécurité pour les chanteurs ainsi que pour les festivaliers sont mis en avant,. 

## Ouverture du festival
Le jour de l'évènement, de nombreux festivaliers se rendent sur place à 14 heures pour l'ouverture du festival. Quelques heures plutôt, le rappeur ASAP Rocky annule sa venue en explicant sur les réseaux sociaux qu'il y a des problèmes de sécurité : « Vestiville ! Je ne pourrai pas me produire aujourd’hui à cause de problèmes de sécurité et d’infrastructure. Les organisateurs m’ont dit que cela serait géré, mais malheureusement pour vous et moi, ce n’est pas le cas. Je veux donner à mes fans le meilleur spectacle de tous les temps mais, en raison de problèmes d’infrastructure, je ne pourrai pas me produire. Je vous aime tous ». Le bourgmestre de Lommel n'a pas autorisé l'évènement et ce n'est qu'à 17 heures que les festivaliers en sont informés lorsque des agents de sécurité et la police arrivent sur place,.

## Conséquences
Les festivaliers dérobent du matériel pour une valeur totale de 30 000 euros. Les places vendues sont remboursées en partie pour les festivaliers, des plaintes sont déposées et les organisateurs sont placés en garde à vue mais ressortent quelques jours plus tard. 